# Катарина фон Хабсбург
Катарина фон Хабсбург (на немски: Katharina von Habsburg; * ок. 1256, Рейнфелден; † 4 април 1282, Ландсхут) от династията на Хабсбургите, е първата съпруга на баварския херцог Ото III.

## Произход
Дъщеря е на крал Рудолф I Хабсбургски (* 1218 † 1291) и първата му съпруга Гертруда фон Хоенберг (* 1225 † 1281), най-възрастната дъщеря на граф Буркхард V фон Хоенберг.

## Биография
През 1279 г. се омъжва във Виена за Ото III (1261 – 1312) от фамилията Вителсбахи, херцог на Долна Бавария и по-късно като крал Бела V крал на Унгария (1305 – 1307). Катарина умира след три години и е погребана в манастир Зелигентал (Ландсхут).

## Потомство
Катарина и Ото III имат близнаците, които умират същата година на раждането им:
- Рудолф (*/† 1280)
- Хайнрих (*/† 1280)